# Vol volar

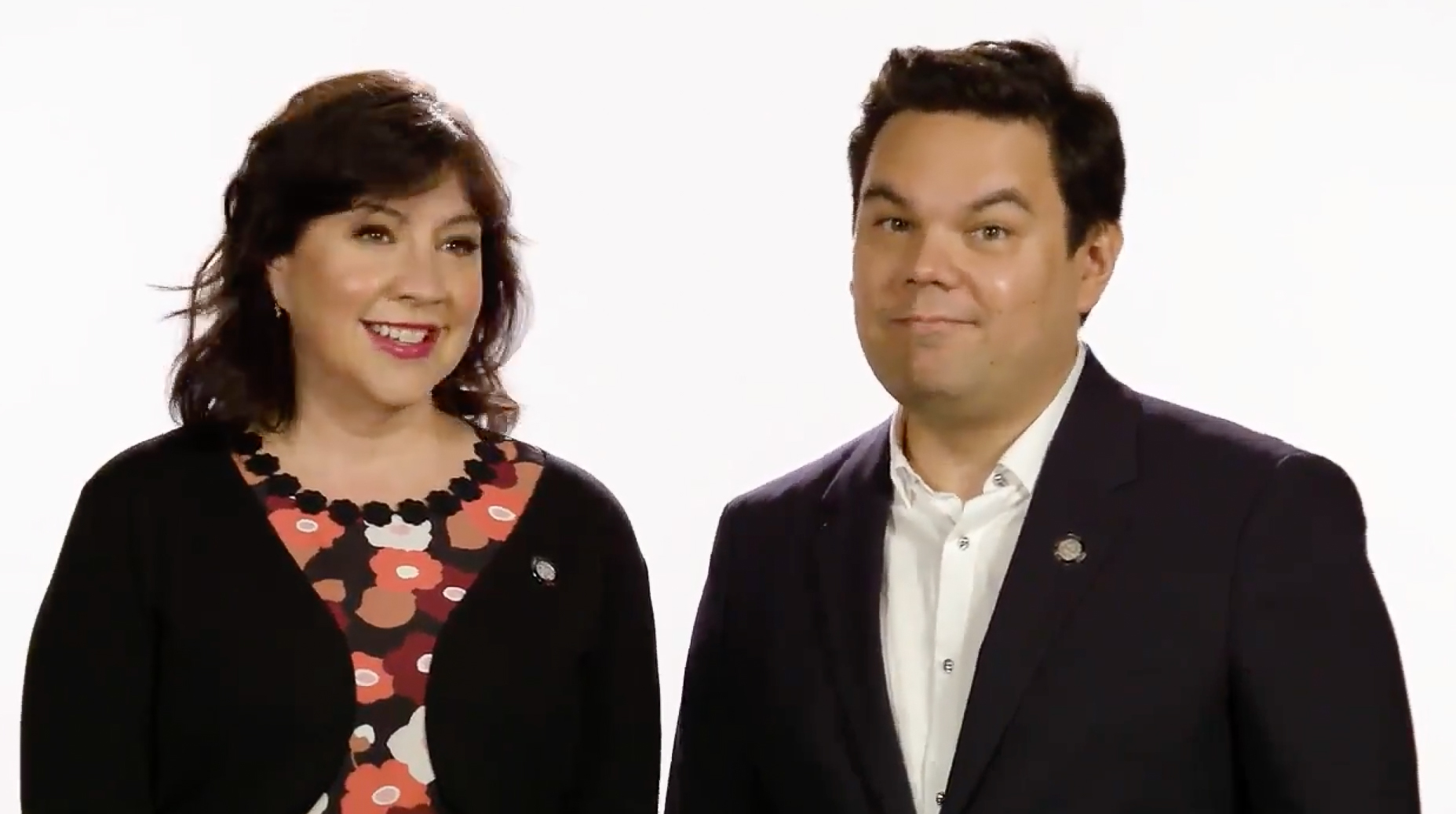
Fotografia de Kristen Anderson-Lopez i Robert Lopez, compositors de la cançó.

Vol volar, Let It Go en la versió original en anglès, és una de les cançons que formen part de la banda sonora de la pel·lícula de Disney Frozen: El regne del gel. Composta per Kirsten Anderson-Lopez i Robert Lopez, interpretada en la pel·lícula original per Idina Menzel en el paper de la reina Elsa, i cantada en la versió catalana de la pel·lícula per Gisela Lladó Cánovas.
Menzel va interpretar la cançó a la gala dels Oscar celebrada el 2 de març del 2014, on la pel·lícula va guanyar l'Oscar a la millor cançó original.

## Traduccions
L'èxit de la cançó i de la pel·lícula han fet que la cançó es traduís en desenes de llengües d'arreu del món:
| Cantant                                     | Títol                                          | Traducció                          | Llengua                 |
| ------------------------------------------- | ---------------------------------------------- | ---------------------------------- | ----------------------- |
| Antonela Çekixhi                            | "Lëre Po"                                      | "Sí, deixa-ho"                     | Albanès (2014)          |
| Antonela Çekixhi                            | "Jam e lirë"                                   | "Sóc lliure"                       | Albanès (2015)          |
| Willemijn Verkaik                           | "Lass jetzt los"                               | "Deixa-ho anar"                    | Alemany                 |
| نسمة محجوب (Nesma Mahgoub)                  | "أطلقي سـركِ" ("Atlequy, Seraki")               | "Deixa anar el teu secret"         | Àrab                    |
| Taryn Szpilman                              | "Livre Estou"                                  | "Sóc lliure"                       | Portuguès brasiler      |
| Надежда Панайотова                          | "Слагам край" ("Slagam kray")                  | "Poso un final"                    | Búlgar                  |
| 白珍寶 (Baak Jan Bo; Jobelle Ubalde)        | "冰心鎖" ("Bing sam soh")                      | "Un cor de gel tancat"             | Cantonès                |
| Gisela                                      | "¡Suéltalo!"                                   | "Deixa-ho anar!"                   | Castellà                |
| Gisela                                      | "Vol Volar"                                    | "Vol Volar"                        | Català                  |
| 박혜나 (Hye Na Park)                        | "다 잊어" ("Da Ea-Joe")                        | "Oblida-ho tot"                    | Coreà                   |
| Nataša Mirković                             | "Puštam sve"                                   | "Ho deixo anar tot"                | Croat                   |
| Maria Lucia Heiberg Rosenberg               | "Lad Det Ske"                                  | "Deixa que passi"                  | Danès                   |
| Willemijn Verkaik                           | "Laat het los"                                 | "Deixa-ho anar"                    | Neerlandès              |
| Andrea Somorovská                           | "Von to dám"                                   | "Ho alliberaré"                    | Eslovac                 |
| Nuška Drašček Rojko                         | "Zaživim"                                      | "Començo a viure"                  | Eslovè                  |
| Katja Sirkiä                                | "Taakse jää"                                   | "És enrere"                        | Finès                   |
| Elke Buyle                                  | "Laat het los"                                 | "Deixa-ho anar"                    | Flamenc                 |
| Anaïs Delva                                 | "Libérée, Délivrée"                            | "Alliberada, deslliurada"          | Francès                 |
| Σία Κοσκινά (Sia Koskinà)                   | "Και ξεχνώ" ("Kai ksekhnó")                    | "I jo oblido"                      | Grec                    |
| מונה מור (Mona Mor)                         | "לעזוב" ("La'azov")                            | "Som-hi"                           | Hebreu                  |
| Nikolett Füredi                             | "Legyen hó!"                                   | "Deixa que hi hagi neu!"           | Hongarès                |
| Ágústa Eva Erlendsdóttir                    | "Þetta er nóg"                                 | "Ja n'hi ha prou"                  | Islandès                |
| Serena Autieri                              | "All'alba Sorgerò"                             | "M'aixecaré a l'alba"              | Italià                  |
| 松 たか子 (Matsu Takako)                    | ありのままで ("Ari no Mama de")                | "Com sóc"                          | Japonès                 |
| Carmen Sarahí                               | "Libre Soy"                                    | "Sóc lliure"                       | Castellà llatinoamericà |
| Гергъокъаланы Халимат (Gerğoqalanı Xalimat) | "Къайтмайды, Ызына" (Kaytmaydi, Izina)         | "No tornis"                        | Karatxai-balkar         |
| Айнұр Бермұхамбетова (Aynur Bermuhambetova) | "Қанат Қақ, Қалыкта" ("Kanat khakh, khalikta") | "El cor de les ales"               | Kazakh                  |
| Jolanta Strikaite                           | "Lai nu snieg"                                 | "Deixa que nevi"                   | Letó                    |
| Girmantė Vaitkutė                           | "Tebūnie"                                      | "Deixa que passi"                  | Lituà                   |
| Marsha Milan Londoh                         | "Bebaskan"                                     | "Deixa-ho lliure"                  | Malai                   |
| 胡维纳 (Weina "Jalane" Hu)                  | "随它吧" ("Suí tā ba")                         | "Deixa que passi"                  | Xinès mandarí           |
| Lisa Stokke                                 | "La Den Gå"                                    | "Deixa-ho anar"                    | Noruec                  |
| سوده فکری (Soodeh Fekri)                    | "رها کن (Raha Kon)                             | "Allibera-ho"                      | Persa                   |
| Katarzyna Łaska                             | "Mam tę moc"                                   | "Tinc aquest poder"                | Polonès                 |
| Ana Margarida Encarnação                    | "Já Passou"                                    | "Ja ha passat"                     | Portuguès               |
| Dalma Kovács                                | "S-a întâmplat"                                | "Ha passat"                        | Romanès                 |
| Анна Бутурлина (Anna Buturlina)             | "Отпусти и забудь" ("Otpusti i zabud'")        | "Continua endavant i oblida-ho"    | Rus                     |
| Jelena Gavrilović                           | "Sad je kraj"                                  | "Acaba ara"                        | Serbi                   |
| Annika Herlitz                              | "Slå Dig Fri"                                  | "Sigues lliure"                    | Suec                    |
| 林芯儀 (Lín Xīn Yí)                         | "放開手" ("Fàng kāi shǒu")                     | "Som-hi"                           | Mandarí taiwanès        |
| Owen Caling                                 | "Ako 'To"                                      | "Aquesta sóc jo"                   | Tagal                   |
| วิชญาณี เปียกลิ่น (Khun Vichayanee Pearklin)     | "ปล่อยมันไป" ("Ploy-mon-pai")                    | "Deixa-ho anar"                    | Tailandès               |
| Begüm Günceler                              | "Aldırma"                                      | "Tant hi fa"                       | Turc                    |
| Monika Absolonová                           | "Najednou"                                     | "De sobte"                         | Txec                    |
| Шаніс (Xanis)                               | "Все одно" ("Vse odno")                        | "Tant hi fa"                       | Ucraïnès                |
| Dương Hoàng Yến Vũ/Võ Huyền Chi             | "Hãy bước đi" ''Let it go''                    | "Continua endavant" ''Deixa anar'' | Vietnamita              |